# Max Parrot
Maxence Parrot (* 6. Juni 1994 in Cowansville) ist ein kanadischer Snowboarder. Er startet in den Freestyledisziplinen.

## Werdegang
Parrot nimmt seit 2011 an Wettbewerben der TTR World Snowboard Tour und am FIS-Weltcup teil. Seinen ersten Sieg bei der World Snowboard Tour holte er zum Beginn der Saison 2011/12 im Big Air Wettbewerb bei den New Zealand Winter Games in Cardrona. Ebenfalls belegte er dort im Slopestyle den dritten Platz. Im Oktober 2011 fuhr er in London sein erstes FIS-Weltcuprennen, welches er auf dem 14. Platz im Big Air beendete. Den ersten Podestplatz im Weltcup holte er im Februar 2012 in Stoneham mit dem dritten Rang im Slopestyle. Zum Beginn der Saison 2012/13 belegte er im Slopestyle den dritten Platz beim The Mile High im Thredbo und den zweiten Rang beim Stylewars in Falls Creek. Im Januar 2013 siegte er im Big Air Wettbewerb beim O’Neill Evolution in Davos. Bei den Winter-X-Games 2013 holte er Silber im Slopestyle. Einen Monat später kam er beim BGV Russian Grand Prix in Moskau auf den dritten Platz im Big Air Wettbewerb. Im März 2013 erreichte er beim letzten FIS-Weltcuprennen der Saison im spanischen Sierra Nevada den zweiten Platz im Slopestyle. Bei der The Shred Show in Whistler gewann er im Big Air Wettbewerb. Die Saison beendete er auf dem neunten Platz in der Tourgesamtwertung und den fünften Rang in der FIS-Freestylegesamtwertung. Bei den Winter Dew Tour in Breckenridge errang er den dritten Platz im Slopestyle. Im Januar 2014 siegte er im Slopestyle beim Snowboard Jamboree in Stoneham. Dies war ebenfalls ein Weltcuprennen und damit sein erster Weltcupsieg. Bei den Winter-X-Games 2014 holte er Gold im Slopestyle und Gold im Big Air Wettbewerb. Es folgten in der Saison weitere Siege beim Toyota Big Air in Sapporo, beim Showcase Showdown in Whistler im Slopestyle und bei der Big-Air-Veranstaltung Ride Shakedown am Mont Saint Sauveur. Bei den Burton US Open wurde er Dritter im Slopestyle. Bei seiner ersten Olympiateilnahme 2014 in Sotschi belegte er den fünften Rang im Slopestyle. Die Saison beendete er auf dem sechsten Platz in der Tourgesamtwertung, den zweiten Platz in der Slopestylewertung und den ersten Rang in der Big Air Wertung. Im FIS-Weltcup erreichte er den zweiten Platz in der Slopestylewertung.
In der Saison 2014/15 erreichte Parrot im Slopestyle bei The Shred Show in Blackcomb den dritten Platz und im Big Air beim Ale Invite in Ale den ersten Platz. Bei den Winter-X-Games 2015 gewann er Silber im Big Air Wettbewerb. Zu Beginn der folgenden Saison siegte er beim Air & Style in Peking. Bei den Winter-X-Games 2016 in Aspen holte er die Goldmedaille im Big Air-Wettbewerb. Im Februar 2016 siegte er beim U.S. Grand Prix of Snowboarding und Weltcup in Boston und beim Jamboree und Weltcup in Québec. Bei den X-Games Oslo 2016 in Oslo holte er die Silbermedaille im Big Air. Im selben Monat belegte er beim Air & Style in Innsbruck den zehnten und in Los Angeles den neunten Rang und erreichte damit den zweiten Platz in der Air & Style Gesamtwertung. Bei den Snowboard-Weltmeisterschaften 2016 in Yabuli gewann er die Silbermedaille im Slopestyle und belegte im Big Air den siebten Rang. Ende März 2016 siegte er im Slopestyle beim Grandvalira Total Fight in Grandvalira und gewann zum Saisonende den Big Air Weltcup. Zudem belegte er im Freestyle-Weltcup den dritten Rang.
Nach Platz 25 beim Air & Style in Peking zu Beginn der Saison 2016/17, errang Parrot im Big Air beim Weltcup im Alpensia Resort und im Slopestyle bei der Winter Dew Tour in Breckenridge jeweils den zweiten Platz. Außerdem siegte er im Big Air beim U.S. Snowboarding Grand Prix und Weltcup in Mammoth und im Slopestyle bei den Laax Open 2017 und zugleich Weltcup. Bei den Winter-X-Games 2017 in Aspen gewann er die Goldmedaille im Big Air und errang zudem den fünften Platz im Slopestyle. Im Februar 2017 triumphierte er beim Air & Style in Innsbruck und in Los Angeles und erreichte damit den zweiten Platz in der Air & Style Gesamtwertung. Im selben Monat wurde er im Slopestyle bei den Banana Open in Jilin und im Big Air beim Weltcup in Québec jeweils Zweiter. Bei den X-Games Norway 2017 in Hafjell holte er die Silbermedaille im Big Air. Zudem belegte er dort den siebten Platz im Slopestyle. Die Saison beendete er im Freestyle-Weltcup und im Big Air Weltcup jeweils auf dem zweiten Platz. In der Saison 2017/18 siegte er im Slopestyle bei der Winter Dew Tour in Breckenridge, beim Weltcup in Québec und beim World Ski & Snowboard Festival in Whistler jeweils im Big Air und erreichte damit den 12. Platz im Freestyle-Weltcup und den vierten Rang im Big-Air-Weltcup. Bei den Winter-X-Games 2018 holte er die Goldmedaille im Big Air und belegte im Slopestyle den 11. Platz. Bei den Olympischen Winterspielen 2018 in Pyeongchang gewann er im Slopestylewettbewerb des Snowboardens die Silbermedaille. Im Big-Air-Wettbewerb wurde er Neunter. Im Mai 2018 errang er bei den X-Games Norway in Fornebu den fünften Platz im Big Air. Bei den X-Games Norway 2019 holte er die Goldmedaille im Big Air. In der Saison 2019/20 gewann er den Big-Air-Weltcup in Peking und holte bei den Winter-X-Games 2020 die Goldmedaille im Big Air und bei den X-Games Norway 2020 die Silbermedaille im Big Air und die Goldmedaille im Slopestyle. In der Saison 2020/21 siegte er im Big Air am Kreischberg und gewann damit den Big-Air-Weltcup. Bei den Snowboard-Weltmeisterschaften 2021 holte er Silber im Big Air.
In der Saison 2021/22 gewann Parrot bei den Winter-X-Games 2022 die Silbermedaille im Big Air und bei den Olympischen Winterspielen 2022 in Peking die Bronzemedaille im Big Air sowie die Goldmedaille im Slopestyle.

## Erfolge
Saison 2011/12
- 1. Platz – New Zealand Winter Games in Cardrona, Big Air
- 3. Platz – New Zealand Winter Games in Cardrona, Slopestyle
- 3. Platz – Snowboard-Weltcup im Stoneham, Slopestyle
- 3. Platz – Slopestyle-Weltcup

Saison 2012/13
- 1. Platz – O’Neill Evolution in Davos, Big Air
- 1. Platz – The Shred Show in Whistler, Big Air
- 2. Platz – Stylewars in Falls Creek, Slopestyle
- 2. Platz – Winter-X-Games 2013 in Aspen, Slopestyle
- 2. Platz – Snowboard-Weltcup in Sierra Nevada, Slopestyle
- 3. Platz – The Mile High im Thredbo, Slopestyle
- 3. Platz – BGV Russian Grand Prix in Moskau, Big Air

Saison 2013/14
- 1. Platz – Snowboard-Weltcup und Snowboard Jamboree im Stoneham, Slopestyle
- 1. Platz – Winter-X-Games 2014 in Aspen, Slopestyle
- 1. Platz – Winter-X-Games 2014 in Aspen, Big Air
- 1. Platz – Toyota Big Air in Sapporo, Big Air
- 1. Platz – Showcase Showdown in Whistler, Slopestyle
- 1. Platz – Ride Shakedown am Mont Saint Sauveur, Big Air
- 1. Platz – Big Air-Wertung World Snowboard Tour
- 2. Platz – Slopestylewertung World Snowboard Tour
- 2. Platz – Slopestyle-Weltcup
- 3. Platz – Winter Dew Tour in Breckenridge, Slopestyle
- 3. Platz – Burton US Open in Vail, Slopestyle

Saison 2014/15
- 1. Platz – Ale Invite in Ale, Big Air
- 1. Platz – Shakedown am Mont Avila, Big Air
- 2. Platz – Winter-X-Games 2015 in Aspen, Big Air
- 3. Platz – The Shred Show in Blackcomb, Slopestyle

Saison 2015/16
- 1. Platz – Air & Style in Peking, Big Air
- 1. Platz – Winter-X-Games 2016 in Aspen, Big Air
- 1. Platz – Snowboard-Weltcup und U.S. Grand Prix in Boston, Big Air
- 1. Platz – Snowboard-Weltcup und Snowboard Jamboree in Québec, Big Air
- 1. Platz – Big Air-Weltcup
- 2. Platz – Grandvalira Total Fight in Grandvalira, Slopestyle
- 2. Platz – X-Games Oslo 2016 in Oslo, Big Air
- 2. Platz – Air & Style Gesamtwertung
- 2. Platz – Snowboard-Weltmeisterschaften 2016 in Yabuli, Slopestyle
- 3. Platz – Freestyle-Weltcup

Saison 2016/17
- 1. Platz – U.S. Snowboarding Grand Prix und Snowboard-Weltcup in Mammoth, Big Air
- 1. Platz – Laax Open 2017 und Snowboard-Weltcup in Laax, Slopestyle
- 1. Platz – Winter-X-Games 2017 in Aspen, Big Air
- 1. Platz – Air & Style in Innsbruck, Big Air
- 1. Platz – Air & Style in Los Angeles, Big Air
- 2. Platz – Snowboard-Weltcup im Alpensia Resort, Big Air
- 2. Platz – Winter Dew Tour in Breckenridge, Slopestyle
- 2. Platz – Snowboard-Weltcup in Québec, Big Air
- 2. Platz – Banana Open in Jilin, Big Air
- 2. Platz – X-Games Norway 2017 in Hafjell, Big Air
- 2. Platz – Freestyle-Weltcup
- 2. Platz – Big Air-Weltcup
- 2. Platz – Air & Style Gesamtwertung

Saison 2017/18
- 1. Platz – Winter Dew Tour in Breckenridge, Slopestyle
- 1. Platz – Winter-X-Games 2018 in Aspen, Big Air
- 1. Platz – Snowboard-Weltcup in Québec, Big Air
- 1. Platz – World Ski & Snowboard Festival in Whistler, Big Air
- 2. Platz – Olympische Winterspiele 2018 in Pyeongchang, Slopestyle

Saison 2018/19
- 1. Platz – X-Games Norway 2019 in Fornebu, Big Air

Saison 2019/20
- 1. Platz – Snowboard-Weltcup in Peking, Big Air
- 1. Platz – Winter-X-Games 2020 in Aspen, Big Air
- 1. Platz – X-Games Norway 2020 in Hafjell, Slopestyle
- 2. Platz – X-Games Norway 2020 in Hafjell, Big Air

Saison 2020/21
- 1. Platz – Snowboard-Weltcup in Kreischberg, Big Air
- 1. Platz – Big Air-Weltcup
- 2. Platz – Snowboard-Weltmeisterschaften 2021 in Aspen, Big Air

Saison 2021/22
- 1. Platz – Olympische Winterspiele 2022 in Peking, Slopestyle
- 2. Platz – Winter-X-Games 2022 in Aspen, Big Air
- 3. Platz – Olympische Winterspiele 2022 in Peking, Big Air